# Santa Maria de Guimerà
Santa Maria de Guimerà és una obra de Guimerà (Urgell) inclosa a l'Inventari del Patrimoni Arquitectònic de Catalunya. És un edifici religiós iniciat al segle xiv per Guerau Alemany de Cervelló i la seva muller en un moment que la població de Guimerà experimentava un important creixement.

## Descripció

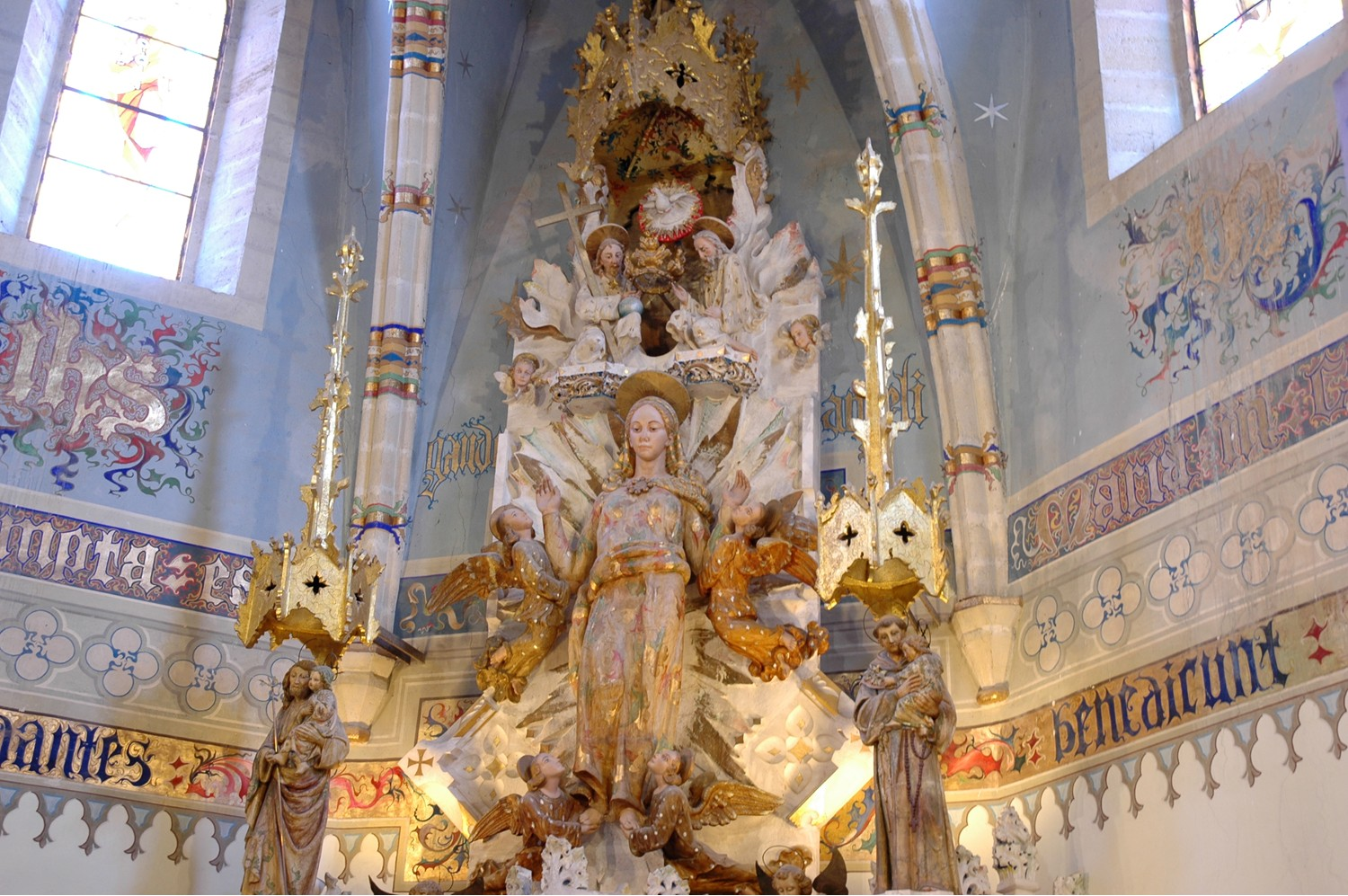
Retaule de Josep Maria Jujol

Església de nau única amb coberta a base de tres trams de volta de creueria, on als laterals s'hi insereixen les capelles laterals, cada una d'elles de cronologia diversa i allotjades entre els diferents contraforts laterals. Exteriorment, als peus de l'església i a la seva banda esquerra, s'hi adossa el campanar de planta quadrada i dos trams d'alçada. Posteriorment al campanar, seguint el lateral esquerre intern de l'església hi ha la capella dedicada a baptisteri, també amb la coberta de creueria. Després hi ha la capella del Sant Crist d'igual estructura i per acabar hi ha una nova capella gòtica coronada per una cúpula del segle xix. Simètricament situada davant d'aquesta capella hi ha una altra del mateix estil dedicada a l'advocació de Sant Sebastià. L'absis és de morfologia hexagonal i hi allotja el retaule de la Mare de Déu de l'Assumpció de Josep MªJujol, fet cap als anys 1944-46 d'alabastre policromat.
La portada gòtica, està situada als peus. Sobre el sòcol es recolzen les bases i les columnes. A cada costat hi ha vuit columnes sortints, intercalades amb columnetes encaixades. Als capitells hi ha esculpit, cares d'homes, escuts i flors. La línia d'arrencada de les arquivoltes està correguda, donant la forma de botzina a la porta. Damunt de la línia d'imposta tenim les arquivoltes amb forma de feixos.
Es pot observar una estela funerària discoïdal que conserva el cap i el coll i es troba encastada a un dels murs laterals de la plaça de l'església. Aquesta estela és valuosa pel seu bon estat de conservació i pels alts relleus decoratius que la conformen a la part superior del cap. Aquest cap circular té un marge exterior sobresortit on, a l'interior s'hi entrellacen filades concèntriques de semicercles deixant a l'espai central un buit, també circular, on al mig hi ha un delicat alt relleu d'una flor. Podria provenir de l'antic fossar, desmuntat en construir l'altar de Sant Sebastià.
En una ala del transsepte s'hi pot observar una rèplica de l'obra més important de Ramon de Mur, conegut com el Retaule de Guimerà que va ésser pintat entre 1402 i 1412 segons les breus referències de recollida d'almoines per pagar el retaule. És un retaule grandiós, dels més grans de l'època, amb unes mides de 7,30 m d'alt per 5,24 m d'ample. Actualment l'original es troba al Museu Episcopal de Vic.

### Sarcòfag
D'estil gòtic primitiu encara que amb reminiscències romàniques, adossat al mur lateral de contenció de l'església parroquial. Està situat just a l'arc veí d'una de les esteles funeràries discoïdals millor conservades de l'Urgell. El sarcòfag conserva únicament la part que es correspondria amb la caixa, havent perdut la tapa. Té forma de paral·lelepípede i en un dels laterals conserva en alt relleu les figures de cinc escuts nobiliaris emmarcats sota arcs apuntats lobulats interiorment.
Cada escut té una representació diferent, malgrat coincidir simètricament. Als extrems, com a emblema, hi ha tres torres de l'homenatge coronades per merlets disposades piramidalment. Els següents emblema heràldic consisteix en una sola torre merletada superiorment i finalment en l'espai central hi ha un escut amb una àguila rampant d'ales esteses. Als extrems superiors hi ha alts relleus, un en forma de creu tallada en diagonal i l'altre en forma de creu en alt relleu dins un cercle.

## Història
Guerau Alemany i Gueraua de Rocabertí iniciaren les obres de construcció de l'església de Guimerà. A la portalada encara hi ha els seus escuts esculpits en els capitells d'accés. Guerau va morir al 1326. Aquesta data aporta una cronologia aproximada de l'església. La parròquia es troba anteriorment documentada a mitjans del segle xii en una relació de parròquies del bisbat de Vic, segurament es tracta de la primitiva església romànica de Santa Maria.
L'església gòtica va romandre inacabada fins al segle xiv. Posteriorment s'iniciaren les noves obres datades del segle xviii i posteriorment es realitzà la part de l'absis i del presbiteri per Jujol. A l'absis hi ha un retaule modernista de Josep Maria Jujol. Jujol va fer el retaule per encàrrec del mossèn Francesc Camí, ja que l'església havia perdut les seves obres durant la guerra civil. És un retaule d'alabastre que s'adapta perfectament al marc gòtic que l'envolta. Entre 1942-1943 es va fer la mesa i el basament del retaule fins al pedestal de les imatges. Entre 1944-1945 es va fer la imatge central (una Marededéu de Josep Arana Esteve), els àngels, la Santíssima Trinitat i totes les ornamentacions.